# Jasmin Open
Il Jasmin Open è stato un torneo professionistico femminile di tennis giocato sul cemento del Skanes Family Hotel di Monastir, in Tunisia. La prima edizione del torneo si è svolta nel 2022, primo torneo tunisino del circuito maggiore, e faceva parte della categoria WTA 250.
Il torneo era stato introdotto a causa della cancellazione dei tornei in Cina, in seguito alle vicende collegate alla tennista Peng Shuai. Un'altra ragione significativa per la creazione dell'evento fu la forte popolarità e ascesa della tennista tunisina Ons Jabeur.
Nel 2025 il torneo viene cancellato e sostituito da un nuovo torneo in Brasile, a San Paolo, sul cemento all'aperto.

## Albo d'oro

### Singolare
| Anno | Categoria | Campionessa       | Finalista        | Punteggio |
| ---- | --------- | ----------------- | ---------------- | --------- |
| 2022 | WTA 250   | Elise Mertens (1) | Alizé Cornet     | 6–2, 6–0  |
| 2023 | WTA 250   | Elise Mertens (2) | Jasmine Paolini  | 6–3, 6–0  |
| 2024 | WTA 250   | Sonay Kartal      | Rebecca Šramková | 6–3, 7–5  |

### Doppio
| Anno | Categoria | Campionesse                            | Finaliste                           | Punteggio           |
| ---- | --------- | -------------------------------------- | ----------------------------------- | ------------------- |
| 2022 | WTA 250   | Kristina Mladenovic Kateřina Siniaková | Miyu Katō Angela Kulikov            | 6–2, 6–0            |
| 2023 | WTA 250   | Sara Errani Jasmine Paolini            | Mai Hontama Natalija Stevanović     | 2–6, 7–6(4), [10–6] |
| 2024 | WTA 250   | Anna Blinkova Mayar Sherif             | Alina Korneeva Anastasija Zacharova | 2–6, 6–1, [10–8]    |